# Blumenavia
Blumenavia es un género de hongos de la familia Phallaceae. El género incluye tres especies de Sudamérica y África.